# Mihai Matetovici
Mihai Matetovici (n. 1 ianuarie 1935) este un fost senator român în legislatura 1990-1992 ales în județul Brăila pe listele partidului FSN, senator FDSN (PDSR) în circumscripția electorală nr.9 BRĂILA în legislatura 1992-1996  și senator PDSR în circumscripția electorală nr. 9 BRĂILA în legislatura 1996-2000 . În legislatura 1990-1992, Mihai Matetovici a fost membru în grupurile parlamentare de prietenie cu Republica Elenă și Republica Portugheză. În legislatura 1996-2000, Mihai Matetovici a fost membru în grupurile parlamentare de prietenie cu Republica Armenia, Republica Guineea și Republica Libaneză. 